# Potențial de acțiune
În fiziologie, un potențial de acțiune este un eveniment de scurtă durată (frecvent, milisecunde) care constă într-o creștere rapidă a mărimii potențial electric membranar al unei celule (în gama milivolților) și o încadrare pe o traiectorie constantă. Potențialul de acțiune apare în mai multe tipuri de celule animale, numite celule excitabile, care includ neuroni, celulele musculare, și de celule endocrine, precum și în unele celule de plante. În neuroni, ele joacă un rol central în comunicarea celulă-celulă. În alte tipuri de celule, funcția lor principală este de a activa procesele intracelulare: în celulele musculare, de exemplu, un potențial de acțiune este primul pas în lanțul de evenimente care duc la contracție musculară; în celulele beta ale pancreasului, provoacă eliberarea de insulină. 
Potențialul de acțiune în neuroni este cunoscut sub numele de impuls nervos, iar succesiunea temporală a potențialului de acțiune generat de un neuron este numit spike train. Potențialul de acțiune apare într-un neuron și este modificarea potențialului de repaus, după stimularea supraliminală a celulei. Potențialul de acțiune este generat de tipuri speciale de canale ionice care sunt tensio-dependente, încorporate în membrana plasmatică a unei celule. Aceste canale sunt închise în cazul în care potențialul de membrană este aproape de potențialul de repaus al celulei, dar încep  rapid  să se deschidă în cazul în care  potențialul de membrană crește la o valoare de prag definită cu precizie. Când canalele sunt deschise, acestea permit un curent electric ionic de ioni de sodiu, ce  schimbă gradientul electrochimic, care, la rândul său, produce o creștere în continuare a  potențialului de membrană. Această creștere determină deschiderea  mai multor canale, se  produce un curent electric mai mare, și așa mai departe. Procesul decurge exploziv până când toate canalele ionice disponibile sunt deschise, rezultând într-o ascensiune mare în potențialul de membrană. Afluxul rapid de ioni de sodiu provoacă polarizarea inversă a membranei plasmatice, precum și a  canalelor ionice, apoi inactivare rapidă. În privința canalelor de sodiu apropiate, ionii de sodiu nu mai pot intra  și sunt eliminați din membrana plasmatică prin transport activ. Canalele de potasiu sunt apoi activate, și există un curent exterior de ioni de potasiu, intervenind asupra gradientului electrochimic activând astfel starea de repaus. După un potențial de acțiune, există o schimbare tranzitorie negativă, numită afterhyperpolarization sau perioada refractară, din cauza curenților suplimentari de potasiu.
Potențialele de acțiune "lucrează" în regim binar, adică ele "sunt" sau   "nu sunt", nefiind mai mici sau mai mari în tensiune electrică (voltaj).

## Prezentare generală

### Funcția
Aproape toate celulele provenite de la animale, plante și ciuperci funcționează ca bacteriile, în sensul ca ele să mențină o diferență de tensiune între interior și exteriorul celulei. Tensiunea  unei celule este de obicei măsurată în milivolți (mV), care sunt miimi de volt. O tensiune tipică pentru o celulă de animal este de -70 mV. Deoarece celulele sunt atât de mici, tensiuni de această magnitudine dau naștere la forțe  electrice intense în membrana celulei.

## Mecanism
Membrana plasmatică prezintă canale ionice voltaj-dependente și canale ionice ligand-dependente. Potențialul de acțiune se produce datorită creșterii rapide a permeabilității pentru Na+ (de aprox. 5000 de ori). La potențialul de -70mV canalul de Na+ este închis, iar când potențialul crește la -65mV el se deschide și ionii de Na+ pătrund în celulă, rezultând în depolarizarea neuronului.
Diferența de potențial electric dintre interiorul și exteriorul celulei se reduce până când la un moment dat se inversează polarizările: pozitivă în interior și negativă în exterior.
Valoarea care trece prin 0mV se numește overshot(+35mV).
Creșterea și scăderea rapidă a potențialului se numește spike potential sau potențial-vârf.
După aceasta se revine la potențialul de repaus. Postpotențialul negativ(sau postdepolarizare) este peste valoarea de repaus. Dupa ce s-a atins valoarea de repaus, potențialul scade și se află puțin sub valoarea de repaus, timp de 40-50ms, ceea ce constituie postpotențialul pozitiv(sau posthiperpolarizare).
Trecerea ionilor de Na+ prin membrană se face pasiv prin difuzie și este dependentă exclusiv de gradientul de concentrație, ca urmare geneza impulsurilor nervoase nu consumă energie.
Când membrana este stimulată subliminal, neapărând acea diferență de 15mV, nu se produce un potențial de acțiune dar crește sensibilitatea membranei, ceea ce rezultă într-un potențial local.